# Pikeville (Kentucky)
Pikeville és una ciutat i seu del Comtat de Pike (Kentucky) dels Estats Units d'Amèrica.

## Demografia
Segons el cens del 2007 Pikeville tenia 6.500 habitants. Segons el cens del 2000, tenia 6.295 habitants, 2.705 habitatges, i 1.563 famílies. La densitat de població era de 157,5 habitants/km².
Dels 2.705 habitatges en un 29,7% hi vivien nens de menys de 18 anys, en un 41% hi vivien parelles casades, en un 14,5% dones solteres, i en un 42,2% no eren unitats familiars. En el 39% dels habitatges hi vivien persones soles el 16,3% de les quals corresponia a persones de 65 anys o més que vivien soles. El nombre mitjà de persones vivint en cada habitatge era de 2,14 i el nombre mitjà de persones que vivien en cada família era de 2,88.
Per edats la població es repartia de la següent manera: un 22,2% tenia menys de 18 anys, un 12,9% entre 18 i 24, un 27,9% entre 25 i 44, un 21,5% de 45 a 60 i un 15,4% 65 anys o més.
L'edat mediana era de 36 anys. Per cada 100 dones de 18 o més anys hi havia 78,1 homes.
La renda mediana per habitatge era de 22.026$ i la renda mediana per família de 36.792$. Els homes tenien una renda mediana de 42.298$ mentre que les dones 19.306$. La renda per capita de la població era de 21.426$. Entorn del 21,2% de les famílies i el 25,4% de la població estaven per davall del llindar de pobresa.

## Poblacions properes
El següent diagrama mostra les poblacions més properes.